# Tortanus discaudatus
Tortanus discaudatus är en kräftdjursart som först beskrevs av I. C. Thompson, A. Scott in Herdman, Thompson och A. Scott 1898.  Tortanus discaudatus ingår i släktet Tortanus och familjen Tortanidae. Inga underarter finns listade i Catalogue of Life.